# لاديسلاو أروجو سكوروبا
لاديسلاو أروجو سكوروبا مواليد 1963 (بالإنجليزية: Ladislau Araújo Skorupa)‏ هو عالم نبات برازيلي.